# Фамоз, Анни
Анн-Мари́ «Анни́» Фамо́з-Бремо́н (фр. Anne-Marie "Annie" Famose-Bremont; род. 16 июня 1944, Жюрансон) — французская горнолыжница, выступавшая в слаломе, гигантском слаломе, скоростном спуске и комбинации. Представляла сборную Франции по горнолыжному спорту в 1962—1972 годах, серебряная и бронзовая призёрка зимних Олимпийских игр в Гренобле, победительница двух этапов Кубка мира, обладательница малого Хрустального глобуса, пятикратная чемпионка французского национального первенства.

## Биография
Анни Фамоз родилась 16 июня 1944 года в коммуне Жюрансон департамента Атлантические Пиренеи, Франция.
Впервые заявила о себе в 1962 году, когда стала чемпионкой Франции в гигантском слаломе и вошла в основной состав французской национальной сборной. Год спустя победила в слаломе и скоростном спуске, выиграла престижные соревнования Arlberg-Kandahar, одолев всех соперниц в скоростном спуске на склоне в Шамони.
Благодаря череде удачных выступлений удостоилась права защищать честь страны на зимних Олимпийских играх 1964 года в Инсбруке. В слаломе шла седьмой после первой попытки, но во второй попытке была дисквалифицирована и не показала никакого результата. Помимо этого, заняла пятое место в гигантском слаломе и девятое место в скоростном спуске. Будучи студенткой, отправилась представлять Францию на зимней Универсиаде в Чехословакии, где получила золото в слаломе.
В 1966 году побывала на чемпионате мира в Портильо, откуда привезла награды бронзового, золотого и серебряного достоинства, выигранные в скоростном спуске, слаломе и комбинации соответственно (позже выяснилось, что победительница скоростного спуска Эрика Шинеггер на самом деле является мужчиной, все её результаты были аннулированы, и Фамоз таким образом поднялась в итоговом протоколе до второй позиции).
С появлением в 1967 году Кубка мира по горнолыжному спорту Анни Фамоз сразу же стала активной его участницей, в частности в дебютном сезоне выиграла два этапа, получила малый Хрустальный глобус в слаломе, тогда как в общем зачёте всех дисциплин стала третьей.
Находясь в числе лидеров горнолыжной команды Франции, благополучно прошла отбор на домашние Олимпийские игры 1968 года в Гренобле — на сей раз показала восьмой результат в скоростном спуске, выиграла бронзовую медаль слаломе и серебряную медаль в гигантском слаломе. Кроме того, поскольку здесь также разыгрывалось мировое первенство, дополнительно стала бронзовой и серебряной призёркой чемпионата мира, получила серебро в неолимпийской дисциплине комбинации, уступив лидерство только канадке Нэнси Грин и соотечественнице Мариэль Гуашель. За эти выдающиеся спортивные достижения в конце сезона была награждена орденом Почётного легиона (в 2010 году произведена в офицеры ордена).
После гренобльской Олимпиады Фамоз осталась в основном составе французской национальной сборной и продолжила принимать участие в крупнейших международных соревнованиях. Так, в последующие годы она ещё несколько раз поднималась на пьедестал почёта Кубка мира, хотя выиграть какой-либо из этапов ей больше не удалось ни разу. В общей сложности является пятикратной чемпионкой Франции в различных горнолыжных дисциплинах.
В 1972 году отправилась представлять страну на Олимпийских играх в Саппоро — выступала в программе скоростного спуска, показав по итогам двух попыток восьмой результат. Вскоре по окончании этих соревнований приняла решение завершить спортивную карьеру.
Впоследствии вышла замуж за Патрика Бремона, у супругов родились двое детей: сын Давид (1979) и дочь Сара (1981). Завершив карьеру спортсменки, Фамоз занималась развитием сети спортивных магазинов и ресторанов в горах, в частности в горнолыжном курорте Аворья.